# Le Temps du tango
 (avril 2017).
Si vous disposez d'ouvrages ou d'articles de référence ou si vous connaissez des sites web de qualité traitant du thème abordé ici, merci de compléter l'article en donnant les références utiles à sa vérifiabilité et en les liant à la section « Notes et références ».
Pistes de Encore du Léo Ferré
La Chanson triste
Le Temps du tango est une chanson de Léo Ferré et Jean-Roger Caussimon, figurant en ouverture du dernier album de Ferré paru chez Odeon, en 1958. Caussimon l'interprètera à son tour dans son premier album, en 1970 quand il se lancera dans la carrière de chanteur. 
Ce succès public est devenu un classique du répertoire de Léo Ferré, abondamment repris.

## Historique
La collaboration de Léo Ferré avec Jean-Roger Caussimon remonte à la fin des années 1940, avec la méconnue « À la Seine » et le désormais classique « Monsieur William » (1950-53). « Le Temps du tango » s'inscrit dans un moment de collaboration plus suivie entre les deux hommes, qui verra naître dans un même élan « Mon Sébasto », « Mon Camarade » et « Les Indifférentes », cette dernière étant chantée sur scène à Bobino en janvier 1958 mais jamais enregistrée en studio (voir album Léo Ferré à Bobino), puis quelque temps après le classique « Comme à Ostende » (1960) et « Nous deux » (1961).
L'épouse de Jean-Roger Caussimon a raconté que ce dernier était prêt à jeter ce texte, dont il n'était pas satisfait, quand elle appela au secours Léo Ferré. Celui-ci vint aussitôt chez son ami, lut le texte, assura Caussimon de sa valeur et, pour achever de le convaincre, improvisa au piano le tango que nous connaissons aujourd'hui. Ce fut la première fois que Ferré enregistra un tango, musique alors à la mode. Il revint ponctuellement à cette forme musicale avec « Mister Giorgina » (1962), « Les Corbeaux » (poème de Rimbaud, 1964), et plus tard « Le Tango Guatemala » au sein de son Opéra du pauvre (1983).

## Production
- Jean Cardon : accordéon
- Autres musiciens non identifiés à ce jour
- Prise de son : ?
- Production exécutive : M. Dory

## Reprises
Cette chanson a été chantée notamment par Cora Vaucaire (?), Catherine Sauvage (1959), Réda Caire (1960), Renée Passeur (1960), Jean-Roger Caussimon (1970), Philippe Léotard (1993), Renée Claude (1994), Sapho (2006), Bernard Lavilliers (2009), LetzeLéo et Natasha Bezriche (2013).
Les accordéonistes Jean Cardon et Maurice Larcange en ont donné une version instrumentale, respectivement en 1959 et en 1976. Le saxophoniste jazz Éric Barret en a fait de même en 2004.
En fonction des interprètes masculins ou féminins, les paroles changent bien évidemment en vue d'adapter le texte à leurs souvenirs : 
Exemple de modification : les paroles "J'en ai passé des beaux dimanches, des belles venaient en avalanche, et vous offraient comme un cadeau, rondeur du sein et de la hanche, pour qu'on leur fasse danser l' tango", dans la version initiale chantée par Léo ferré et Consorts masculins deviennent " y'avait nos danseurs du dimanche, on arrivait en avalanche et l'on offrait comme un cadeau, rondeur du sein et de la hanche, pour qu'ils nous fassent danser l' tango" (dans la version chantée par Catherine Sauvage). 
Un autre exemple : les paroles "Alors c'était plus Valentine, c'était plus Loulou, ni Margot, dont je serrais la taille fine. C'était la reine de l'Argentine, et moi j'étais son hidalgo", dans la version initiale chantée par Léo ferré et Consorts masculins, deviennent "Mon petit nom c'est Valentine, mais quand un gars tendre et costaud serrait de près ma taille fine, j'étais la reine de l'Argentine, et lui, c'était mon hidalgo" (dans la version chantée par Catherine Sauvage).